# False Answer Supervision
False Answer Supervision (FAS) bezeichnet eine Straftat in der Fernsprechvermittlungstechnik,
bei der einem A-Teilnehmer Kosten für ein erfolgreich hergestelltes Telefongespräch in Rechnung gestellt werden,
obwohl die gewünschte Verbindung zum B-Teilnehmer tatsächlich nicht zustande kam.
FAS wird meist mutwillig installiert, um Terminierungsentgelte trotz nicht erbrachter Leistung ziehen zu können.
Faktisch handelt es sich um ein Betrugsdelikt.
Im konkreten FAS-Fall wird der Verbindungsaufbau sabotiert und umgeleitet, so dass eine Anrufsignalisierung beim B-Teilnehmer nicht stattfindet. Stattdessen werden dem A-Teilnehmer nach erfolgter Wahl der Zielrufnummer Stimmen oder Töne – meist von einem Band – vorgespielt, die ihn möglichst lange vom Beenden der Verbindung abhalten sollen.
Dabei kann es sich beispielsweise um Raumhintergrundgeräusche (menschliche Stimmen) handeln.
Häufig wird auch lediglich ein Freiton vom Band abgespielt, um den Anrufer glauben zu lassen, das Gerät des B-Teilnehmers läute.
Ein automatisches Erkennen von FAS durch den Teilnehmernetzbetreiber ist schwierig bis unmöglich, da hierzu Methoden angewendet werden müssten, die insbesondere das Fernmeldegeheimnis verletzen würden.
Daher ist der Teilnehmernetzbetreiber in der Regel auf konkrete Hinweise des A-Teilnehmers angewiesen, um das FAS abzustellen bzw. eine Abstellung zu erwirken.